# Cornus alternifolia
Cornus canadensis
Espèce
Classification APG III (2009)
Répartition géographique
Le Cornouiller à feuilles alternes ou cornouiller alterniflore (Cornus alternifolia) est un grand arbuste de l'est de l'Amérique du Nord de la famille des Cornacées.

## Autres noms
Également appelé bois de calumet, cormier, hart rouge, osier rouge. En langue innu, on le désigne sous le nom de Mikuapemak.

## Description
Le Cornouiller peut atteindre 1 à 3 mètres de hauteur et 15 centimètres de diamètre. Son écorce est rougeâtre, ses feuilles de forme ovée et nervurée. Il fournit des fleurs blanches en juin et des fruits bleu foncés. Il pousse dans les lieux humides de préférence exposés au soleil.

## Propriétés
Le cornouiller a servi pour lutter contre les fièvres. Les Amérindiens s'en servaient dans le tabac. Ils mâchaient également les rameaux pour se nettoyer les dents. Les colons en extrayaient une huile qui servait pour l'éclairage. Les fleurs peuvent être infusées et procurent des effets semblables à ceux de la camomille.

## Galerie

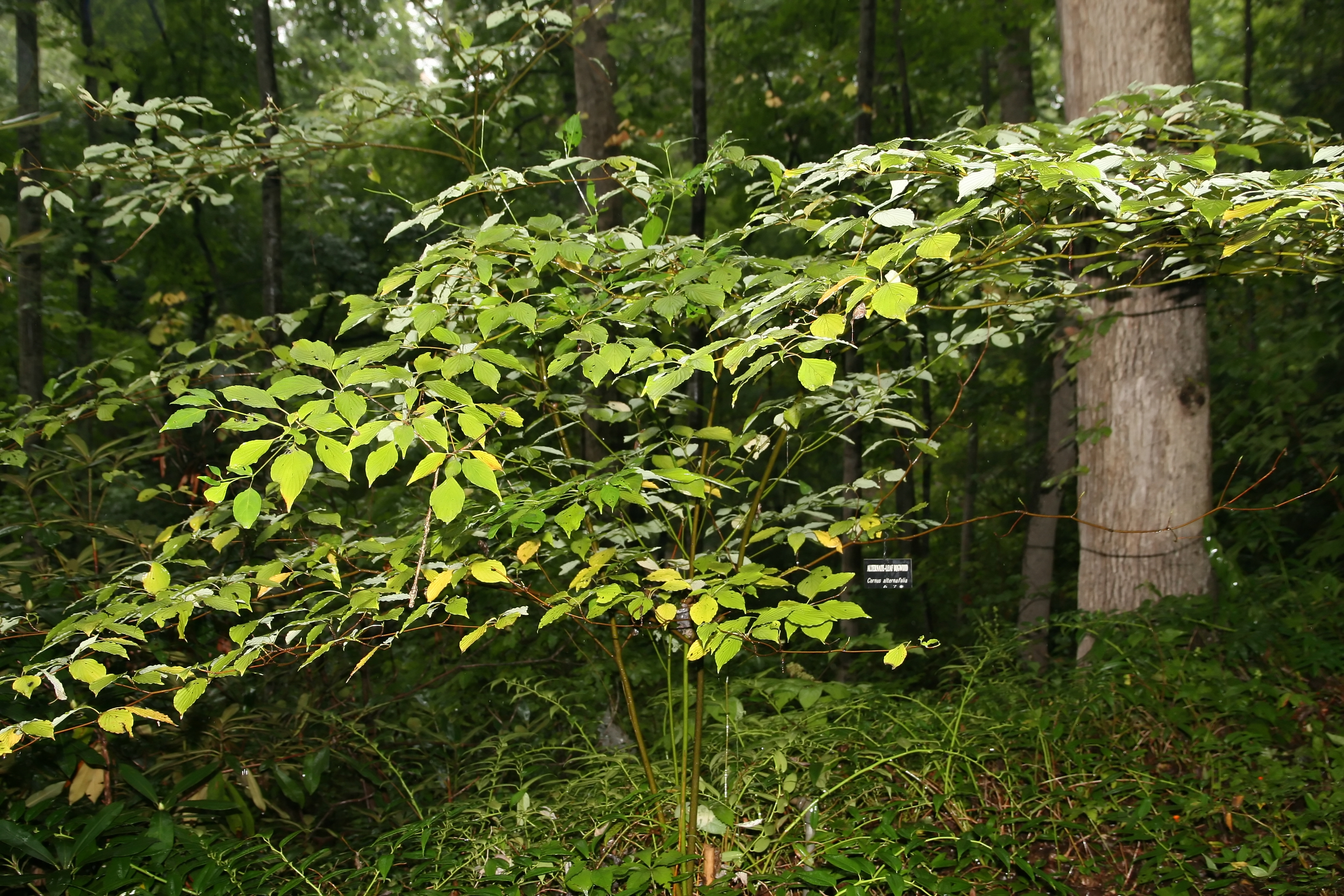
Jeune arbre
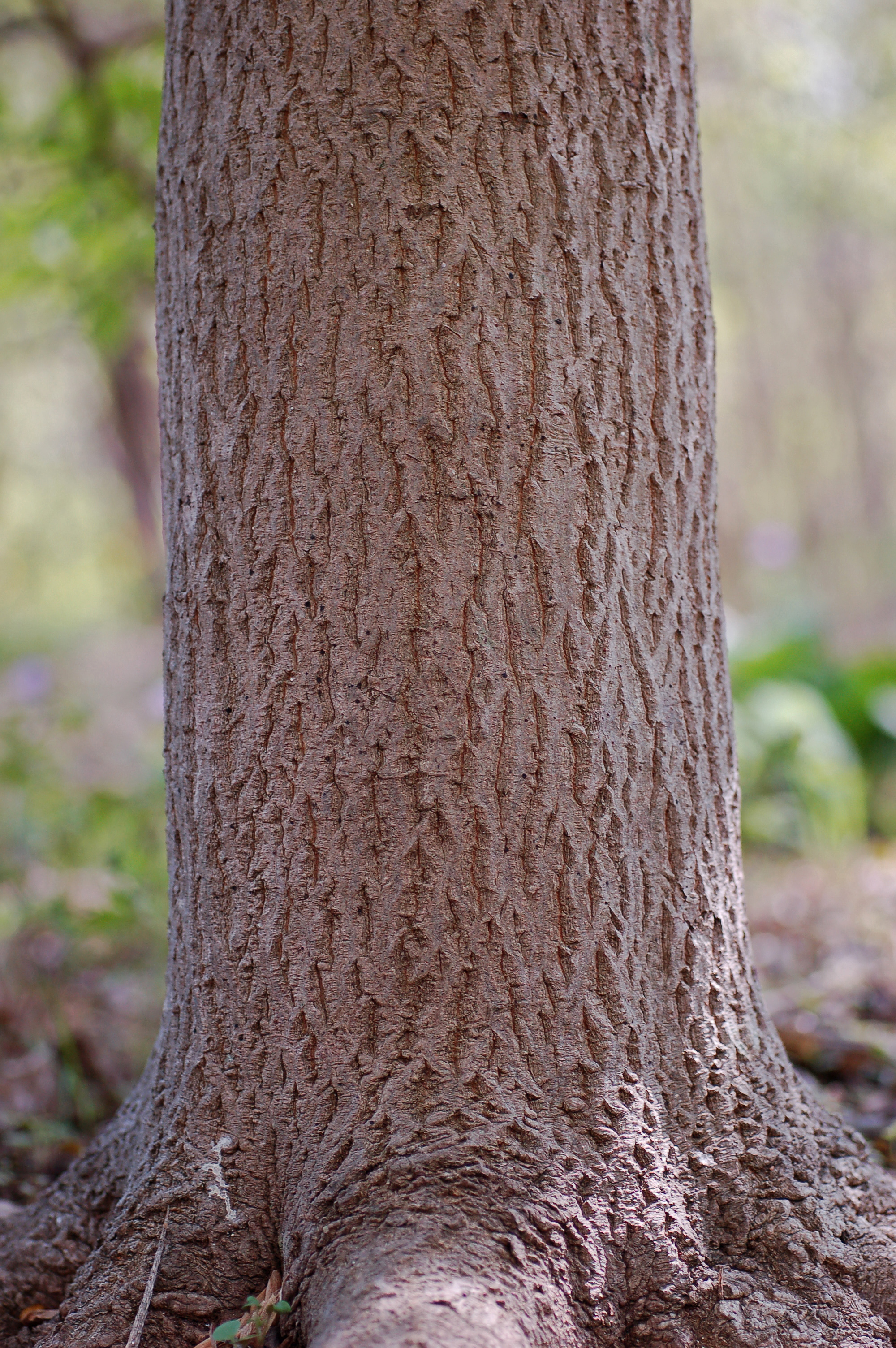
Tronc
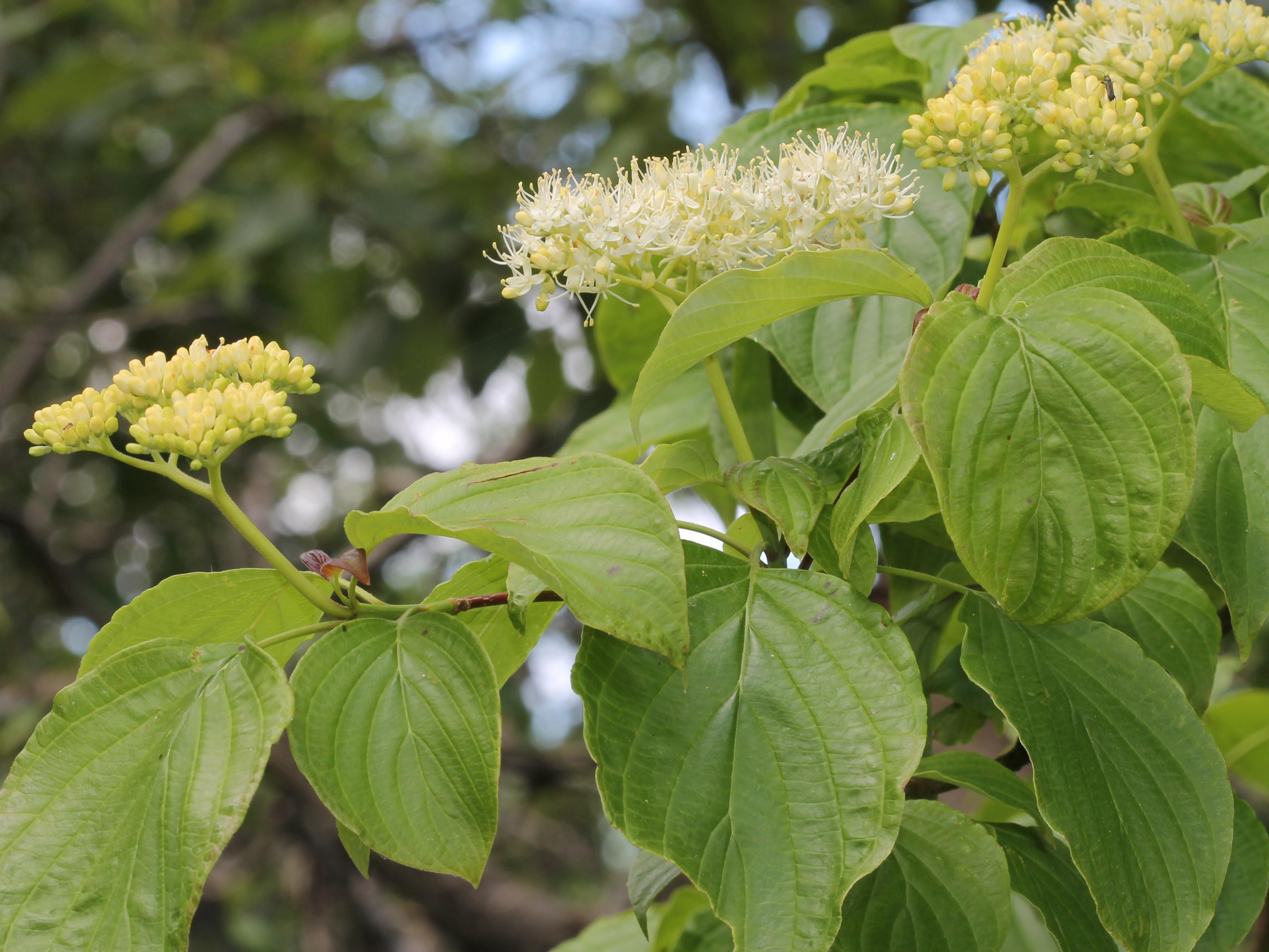
Inflorescences
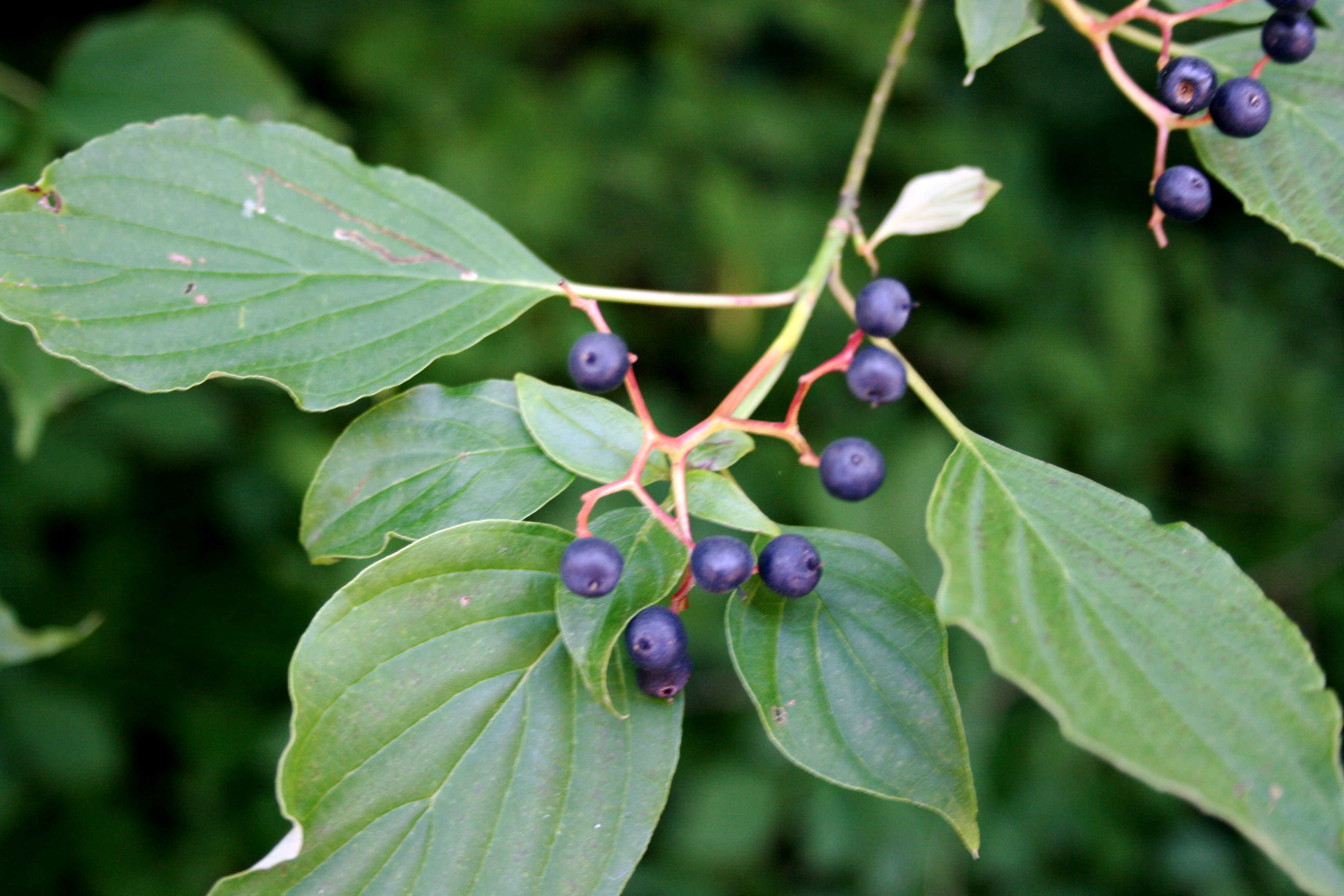
Feuilles et fruits
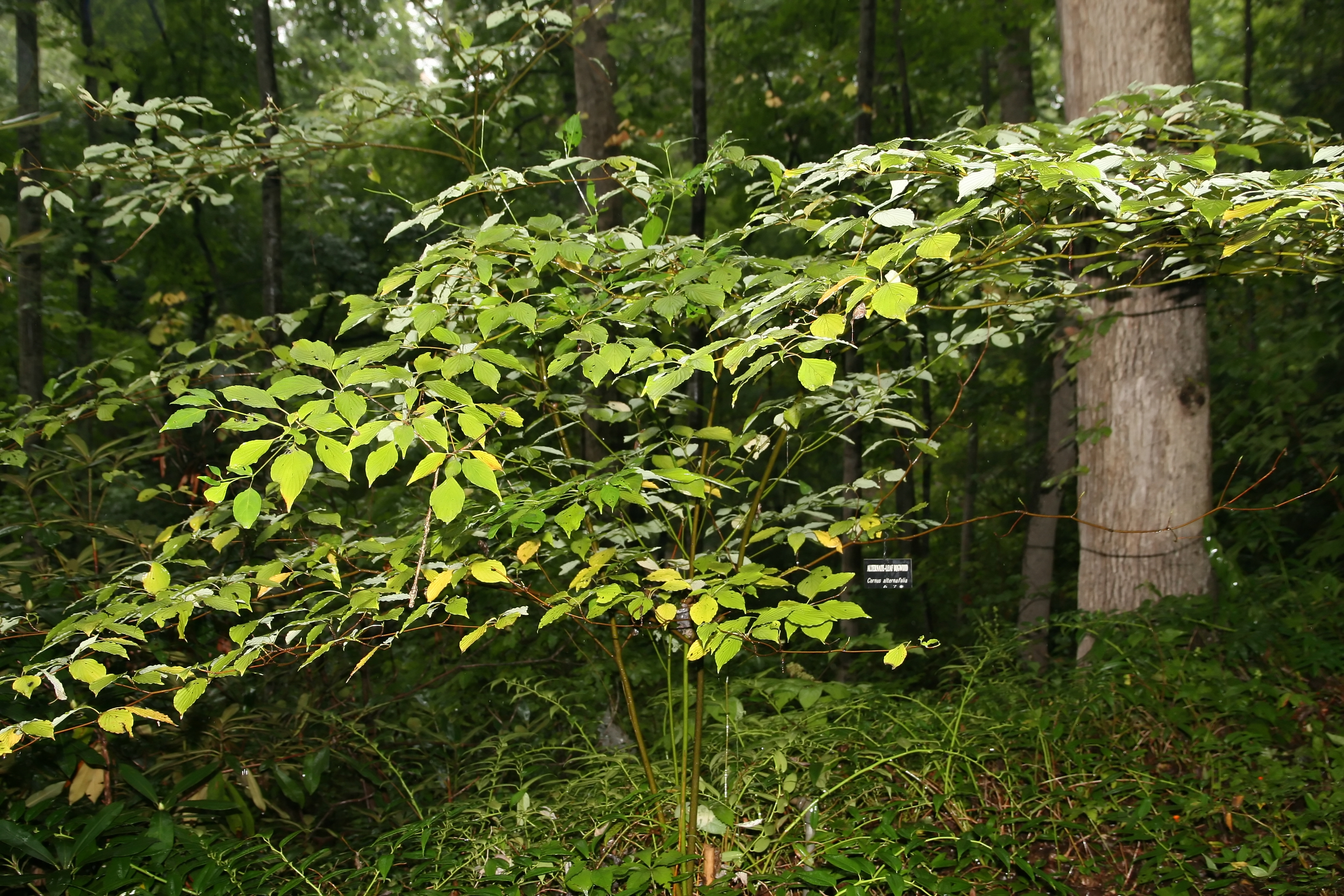